# Рейчел Саммерс
Ре́йчел Энн Грей-Са́ммерс (англ. Rachel Anne Grey-Summers, также известная как Рейчел Саммерc (англ. Rachel Summers), Рейчел Грей (англ. Rachel Grey), Чудо-Девушка (англ. Marvel Girl), Феникс (англ. Phoenix), Престиж (англ. Prestige), в данный момент носящая псевдоним Аскани (англ.  Askani) — персонаж, супергероиня и мутант во вселенной Marvel Comics, дочь Джин Грей и Циклопа.

## История публикация
Рейчел Саммерс создана писателем Крисом Клэрмонтом и художником Джоном Бёрном и впервые появилась в The Uncanny X-Men #141 (январь 1981). С этих пор появлялась в различных выпусках о командах супергероев, таких как Люди Икс и Эскалибур.

## Биография
Рейчел Саммерс родилась в параллельном мире у двух мощных мутантов-иксменов Скотта Саммерса и Джин Грей. Какое-то время она жила жизнью обычного ребенка, но все изменилось, когда мать Рейчел была убита злодеем Повелителем Разума. Программа Стражей была снова начата правительством. После этого особняк Икс был атакован Стражами. Выжили только Гроза, Колосс, Росомаха, Рейчел и Призрачная кошка.
Будучи подростком, Рейчел попала в руки Ахава, хозяина «Псов» — мутантов, которым промывали мозги, а потом их использовало правительство для охоты на других мутантов. Рейчел стала лучшим «Псом», и жила так, пока правительство не решило, что больше не нуждается в услугах мутантов, и не выбросило их как мусор. Её духовные способности связали её с её жертвами, она распыляла свой гнев, пока не смогла сломать контроль Ахава над ней.
В лагере для мутантов Рейчел вновь встретилась с выжившими иксменами и Магнито. Особенно она подружилась с Призрачной Кошкой и с помощью своих способностей отправила разум Китти в прошлое, чтобы предотвратить убийство сенатора Келли, которое привело к гонениям на мутантов. К сожалению, попытка изменить прошлое не увенчалась успехом. Рейчел отправила свою астральную проекцию в прошлое, чтобы увидеть, что шло неправильно, и тогда она была обнаружена Силой Феникса. После ошибки Рейчел с Джин Грей, Сила Феникса заглянула в её разум, изучила её жизнь и начала следовать за девушкой.
Вскоре в лагере появился самый мощный мутант в мире, тоже бывший «Пес» — Франклин Ричардс. Рейчел и Франклин полюбили друг друга, и хоть они и были вместе недолго, Рейчел пронесла эту любовь через время и пространство. Выжившие иксмены вместе с Рейчел и Магнитом совершили попытку бежать из лагеря и уничтожить Стражей. Это удалось троим — Франклину, Рейчел и Китти. Они бежали в здание Бакстера, некогда бывшее базой Фантастической Четверки. Позже Франклин умер, защищая Рейчел от Стража. Девушка была безутешна, и Китти обратилась к Силе Феникса с просьбой влиться в тело Рейчел. Вскоре после этого Китти и Рейчел сразились с усовершенствованной версией Стража — Нимродом. Они попали в ловушку, и Китти смогла активизировать скрытую в Рейчел Силу Феникса, чтобы отправить Рейчел в параллельный мир — тот, где происходят основные события Вселенной Марвел. После этого Китти была убита Нимродом, который отправился вслед за Рейчел.
Попав к иксменам в параллельном мире на Землю 616, Рейчел поняла, что этот мир отличается от её родного. Рейчел столкнулась с пятнадцатилетней Ульяной Распутиной в Школе Ксавьера для Одаренных Подростков. Она помнила, что в её мире Ульяна умерла молодой и поняла, что это прошлое было другой действительностью. Она недолго числилась в Людях Икс, перед поиском Ши’Арского голографического кристалла с отпечатком её матери. После того, как она дала клятву, что будет помнить свою мать с обмундированием и именем Феникса, Сила Феникса, находящаяся в ней, предоставила ей доступ к власти на космическом уровне, хотя гораздо более ограниченный, чем у оригинального (Темного) Феникса. Не зная, что делать, Рейчел убежала в Нью-Йорк и была атакована Селеной. Люди Икс сумели спасти её от энергетического вампира.
Профессор X работал с ней, чтобы восстановить её воспоминания. Джин Грей считалась мертвой после истории с Темным Фениксом, Циклоп был женат на Мадлен Прайор и имел сына — Нейтана Саммерса (Кейбла). Рейчел присоединилась к иксменам, попросив их не говорить Циклопу, что она его дочь, пусть из другого мира. Какое-то время она была членом команды и очень подружилась со здешней Китти Прайд.
Когда Рейчел была похищена злодеем еще из одного параллельного мира — Моджо, её спасли Кошка-Призрак и Ночной Змей, которые теперь состояли в команде британских супергероев — Экскалибур. Так Рейчел стала членом Эскалибура. Тем временем выяснилось, что Джин Грей жива. Она воссоединилась с Циклопом, и они стали воспитывать Натана вместе. Позже Рейчел раскрыла Джин и Скотту свою истинную природу, а Натана всегда считала братом. После схватки со злодеем Некромом (он же Анти-Феникс) Рейчел чуть не погибла. Сила Феникса исцелила свою носительницу… перед тем как её покинуть.
После ухода Феникса Рейчел восстановила некоторые утраченные воспоминания и вместе с членами Эскалибура отправилась в свой родной мир, где успешно ликвидировала Стражей. Однако при возвращении Капитан Британия потерялся во временном потоке, и Рейчел поспешила на помощь. Она очутилась в очередном параллельном мире, на этот раз отстоящем от основной реальности Марвела на 2000 лет, мире, которым правил Апокалипсис. Рейчел возглавила местное сопротивление — Клан Аскани и стала известна как «Мать Аскани». Когда выяснилось, что Натан Саммерс инфицирован техноорганическим вирусом, его отправили к Рейчел на лечение. Она боялась, что ребенок умрет, и поэтому Аскани создали его клон. Последователи Апокалипсиса напали на Аскани и забрали клона (который позже стал суперзлодеем Страйфом), оставив Рейчел раненой. Позже в тот же мир прибыли Джин Грей и Скотт Саммерс, которые воспитывали Натана вместе с Рейчел.
В этом мире Сила Феникса проявлялась в ней еще не раз. Благодаря трагическому стечению обстоятельств мир, в котором жила Рейчел, прекратил своё существование. Умирая, она попросила Джин взять имя Феникса, и её швырнуло по временному потоку. По пути она почувствовала, что Сила Феникса покидает её. Обессиленная Рейчел оказалась в постапокалиптическом мире в заложниках у некоего Гаунта. Она смогла установить телепатическую связь с Кейблом и попросить его о помощи. Кейбл спас Рейчел и вернулся с ней в основной мир Марвел, причем она попросила брата не говорить о её возвращении никому, даже Джин Грей и Циклопу.
Рейчел попыталась начать нормальную жизнь, даже поступила в колледж. Она была позже похищена Елиасом Боганом. Команда Грозы — Экстремальные Люди Икс — нашли её, сражаясь с Боганом, и она согласилась вернуться к Людям Икс, когда Циклоп реорганизовал команды. Голографическое сообщение, оставленное погибшей Джин, уговорило Рейчел принять имя и костюм Чудо-Девушки, который её мать проектировала, но никогда не носила. Она в настоящее время называет себя Рейчел Грей, возможно, чтобы выразить неодобрение продолжающимся отношениям её отца с Эммой Фрост, однако она и Эмма объявили перемирие в течение одной из миссий команды в Гонконге.
После Дома М и Казни каждого десятого, когда большинство мутантов во всём мире потеряли свои способности, правительство назначило в X-особняк Стражей, чтобы защитить мутантов в случае, если враги используют это для нападения. Однако хоть их намерения и были хорошими, это напомнило Рейчел то время, когда Стражи отправляли мутантов в концлагеря.
Рейчел проводила много времени со своими дедушками и бабушкой, связавшись со своим дедом. Во время семейной встречи со всеми её родственниками, единица диверсионного отряда Ши’Ар напала на них, убив всех, включая дедушек Рейчел и бабушку, в надежде уничтожить геном Грей. Хоть они были не в состоянии убить её, они смогли сделать татуировку на её спине. Это позволило бы им найти её, где бы она ни находилась. Единственный оставшийся сейчас на Земле член семьи Грей, кроме Рейчел — Кейбл. Позже, у могил семьи Грей, Рейчел клялась ужасно отомстить Ши’Ар и сказала: «Я — не моя мать. Я — не Феникс. Я — другая женщина. И со временем я сделаю такое… они будут желать, чтобы я БЫЛА Фениксом».
Когда воскрес брат Циклопа и Хавока Гэбриэл Саммерс (Вулкан), он похитил Скотта и Рейчел и использовал её телепатические способности, чтобы насылать кошмары на Людей Икс. Циклопу и Рейчел удалось освободиться, подоспели остальные Люди Икс и они сразились с Вулканом. Он скрылся от них и сбежал в Ши’Ар. Вместе с отрядом иксменов Рейчел отправилась за ним в погоню. К ним присоединилис Звёздные Рейнджеры, Лиландра и Корвус, владевший мечом, содержащим частицу Силы Феникса. Рейчел и Корвус полюбили друг друга, и он помог иксменам в сражении с Вулканом и гвардией Ши’Ар. После сражения Рейчел вместе с Хавоком и Поларис осталась среди Звёздных Рейнджеров, чтобы продолжать борьбу с Гэбриэлом, объявившим себя императором Ши’Ар.

## Силы и способности
Рейчел является мутантом альфа уровня и дочерью Джин Грей. Она унаследовала у своей матери различными псионические способности, в том числе: телепатию, психометрию, телекинез, ограниченные манипуляции временем. Она может прочитать чужие мысли и передать свои другим на потенциально безграничном радиусе. Обладает телекинетическими способностями, позволяющими ей управлять материей силой мыслей. Способна к очень точной настройке на объекты, включая себя. На больших уровнях Рейчел может поднять вес в сотни тонн, но её верхний предел не раскрыт. Способна переместить себя и других в почти любой отдельный момент в потоке времени. Также способна путешествовать в астральной форме.
Какое-то время Рейчел была носителем Силы Феникса и имела её космические силы в своем распоряжении. Способности Рейчел, когда она была Фениксом, были ограниченны только её силой желания и широтой воображения. Она управляла материей в атомном и вселенском масштабе, производила и управляла энергией в фактически любом мыслимом количестве, поглощала энергию из источников, столь же больших как сверхновая звезда, управляла временем и пространством, создавала космические деформации для мгновенного путешествия и увеличивала свою силу до неизмеримого уровня.